# Dini-féle konvergenciakritérium
A Fourier-sorok konvergenciájára számos elégséges feltétel ismeretes. Ezek közül az egyik legegyszerűbb a következő:
DINI-FÉLE KRITÉRIUM. Legyen {\displaystyle \varphi _{x}(t)=f(x-t)+f(x+t)-2f(x)}. Ha valamely {\displaystyle x}-re a
függvény a {\displaystyle t=0} pont környezetében {\displaystyle t}-nek integrálható függvénye (Lebesgue-értelemben), akkor
Bizonyítás. A Dirichlet-féle képletekből
A {\displaystyle {\frac {t}{2\sin {\frac {1}{2}}t}}} függvény a {\displaystyle \left[0,\pi \right]} zárt intervallumon folytonos, így korlátos, az {\displaystyle {\frac {\varphi _{x}(t)}{t}}} integrálható függvénnyel való szorzata is integrálható. A Riemann–Lebesgue lemma szerint tehát {\displaystyle n\rightarrow \infty } esetén, az integrál {\displaystyle 0}-hoz tart.
A Dini-féle kritérium speciális eseteként adódik a Lipschitz-féle konvergenciakritérium.

## Ajánlott irodalom
- Szőkefalvi-Nagy Béla: Valós függvények és függvénysorok (1954).